# Politische Klausel
Die Politische Klausel bezeichnet im Kirchenrecht zwischen dem Vatikan und deutschen Staaten das Recht der deutschen staatlichen Institutionen, in Deutschland einer Ernennung kirchlicher Würdenträger durch den Papst aus politischen Gründen nicht zuzustimmen und damit eine Ernennung nicht gewünschter Amtsträger zu verhindern.

## Die Entwicklung zum staatlichen Erinnerungsrecht
Die politische Klausel der Konkordate hat ihren historischen Ursprung im Recht der protestantischen Landesherrn, minder genehme Personen von der Wahl durch die Domkapitel auszuschließen. Die Entscheidung darüber, ob ein Kandidat genehm war, lag ausschließlich im Ermessen der Staatsführung. Sie war somit im 19. Jahrhundert allein dem Regenten vorbehalten, der bei der Ausübung seines Ausschließungsrechts vollkommen frei war. Die Fürsten waren nicht verpflichtet, dem Heiligen Stuhl ihre Beweggründe darzulegen und gestanden weder der Kurie noch den Domkapiteln eine Bewertung ihrer Entscheidung zu.
Für das letzte Drittel des 19. Jahrhunderts kennzeichnend ist das Bemühen der Kirche, sich aus der staatlichen Ein- bzw. Unterordnung zu befreien. Der Vatikan bemühte sich deshalb zunächst, das staatliche Recht der Ausschließung mindergenehmer Kandidaten an das politische Erinnerungsrecht der mit Montenegro und Kolumbien geschlossenen Konkordate anzugleichen. Die Vorstöße der Kurie blieben jedoch zunächst erfolglos und vermochten das deutsche Bischofswahlrecht nicht grundlegend zu ändern. Sie hatten das Recht der Verträge gegen sich oder scheiterten in den Volksvertretungen. Die Rechtslage änderte sich erst nach dem Ende des Ersten Weltkriegs, als die veränderte territoriale und politische Landkarte den Abschluss einer Vielzahl neuer europäischer Konkordate erforderte. Ihre inhaltlichen, terminologischen und syntaktischen Entsprechungen bei der Formulierung des staatlichen Erinnerungsrechts kennzeichnen die Politischen Klauseln für Joseph H. Kaiser „als ureigene Schöpfungen der vatikanischen Diplomatie.“

## Das staatliche Erinnerungsrecht der deutschen Länderkonkordate
Von den deutschen Ländern verständigte sich die junge bayerische Republik 1924 als erste mit der Kurie auf eine Neuformulierung des staatlichen Erinnerungsrechts. Das Nominationsrecht des Königs ging auf den Heiligen Stuhl über, dem das Konkordat in Artikel 14 die völlig freie Ernennung der Erzbischöfe und Bischöfe sichert. Bei seiner Auswahl eines geeigneten Nachfolgers für den erledigten Bischofsstuhl, hat der Vatikan die regelmäßig von allen bayerischen Diözesen eingesandten Triennallisten und die vom Kapitel des betroffenen Bistums speziell unterbreitete Vorschlagsliste lediglich zu würdigen, ohne an sie gebunden zu sein. Vor der Publikation seiner Wahlentscheidung ist der Heilige Stuhl jedoch verpflichtet, „in offiziöser Weise mit der bayerischen Regierung in Verbindung [zu] treten, um sich zu versichern, dass gegen den Kandidaten Erinnerungen politischer Natur nicht obwalten.“
Fünf Jahre später verständigte sich Preußen nach zähen Verhandlungen mit dem Vatikan auf ein Konkordat, das im Vergleich zum bayerischen einen anderen Wahlmodus und ein schärfer formuliertes Erinnerungsrecht beinhaltet. Auch in den preußischen Diözesen werden nach der Erledigung eines bischöflichen Stuhls Kandidatenlisten für den Heiligen Stuhl erstellt. Im Gegensatz zum bayerischen Modus sind in Preußen neben dem Kathedralkapitel der vakanten Diözese auch alle anderen Diözesanbischöfe angehalten, der Kurie kanonisch geeignete Kandidaten zu benennen. Der Heilige Stuhl würdigt die ihm eingereichten Personalvorschläge und übermittelt dem Kapitel anschließend drei Kandidaten, aus denen es in freier, geheimer Abstimmung den neuen Bischof wählt. Die Ernennung des gewählten Bischofs ist dem Heiligen Stuhl vorbehalten, der sich nach Artikel 6 des Preußenkonkordats vom 14. Juni 1929 verpflichtet hat, keinen Kandidaten zum Bischof oder Erzbischof zu ernennen, „von dem nicht das Kapitel nach der Wahl durch Anfrage bei der Preußischen Staatsregierung festgestellt hat, dass Bedenken politischer Art gegen ihn nicht bestehen.“ Eine analoge Regelung sieht das preußische Konkordat in Artikel 7 für die Bestellung von Koadjutoren mit dem Recht der Nachfolge bzw. die eines Praelatus nullius vor. Auch in diesen Fällen ist der Heilige Stuhl nicht berechtigt die Ernennung vorzunehmen, ohne sich zuvor durch eine Anfrage bei der preußischen Regierung zu vergewissern, dass Bedenken politischer Art gegen den Kandidaten nicht bestehen.
In den Vertragsverhandlungen hatte die preußische Staatsregierung vergeblich versucht, das staatliche Erinnerungsrecht auch auf bischöfliche Koadjutoren, Apostolische Administratoren, alle Ortsordinarien, Kapitelsdignitäten, Generalvikare und die Weihbischöfe auszudehnen, ohne sich mit ihrem Anliegen gegenüber dem Heiligen Stuhl durchsetzen zu können. Schon in den Beratungen vom 22. Juni 1926 hatte der Apostolische Nuntius, Eugenio Pacelli, hervorgehoben, dass keines der neueren Konkordate ähnlich weitreichende Zugeständnisse an die staatliche Seite enthalte wie das preußische.
Die für das Erzbistum Freiburg in Artikel III des Badischen Konkordats vom 12. Oktober 1932 vereinbarte Nachfolgeregelung folgte weitgehend dem preußischen Modus. Wie in den bayerischen und preußischen Diözesen übermittelt das Kapitel dem Heiligen Stuhl nach der Erledigung des erzbischöflichen Stuhles eine Liste kanonisch geeigneter Kandidaten. Bei der Zusammenstellung der entscheidenden Wahlliste für das Kapitel hat der Vatikan die Vorschläge des Metropolitankapitels ebenso zu würdigen wie die jährlich vom Erzbischof einzureichenden Listen, ohne an sie gebunden zu sein. Das badische Konkordat bindet den Vatikan bei der Zusammenstellung seiner Kandidatenliste nur insoweit, dass mindestens einer der drei Kandidaten dem Erzbistum Freiburg angehören muss. Aus der römischen Liste wählt das Domkapitel anschließend in freier, geheimer Wahl den neuen Erzbischof. Vor der Ernennung des neugewählten Metropoliten hat sich der Heilige Stuhl bei der badischen Staatsregierung zu vergewissern, „ob gegen denselben seitens der Staatsregierung Bedenken allgemein-politischer, nicht aber parteipolitischer Art bestehen.“ Das badische Konkordat enthält damit im Unterschied zu den zuvor abgeschlossenen deutschen Länderkonkordaten zwei Besonderheiten: Der Heilige Stuhl verpflichtet sich mindestens einen Kandidaten aus dem Erzbistum Freiburg zu benennen, während andererseits das staatliche Erinnerungsrecht insoweit deutlich präzisiert wird, dass die gegen den gewählten Erzbischof vorgebrachten Bedenken nicht parteipolitischer Natur sein dürfen.

## Die politische Klausel des Reichskonkordats
Als die Nationalsozialisten im Januar 1933 in Deutschland die Macht übernahmen, war das staatliche Erinnerungsrecht durch die mit den demokratisch gewählten Länderregierungen ausgehandelten Konkordate für die meisten deutschen Diözesen verbindlich kodifiziert. Nur die Bistümer Mainz, Meißen und Rottenburg wurden von den bestehenden Regelungen nicht erfasst. Für die neuen Machthaber war jedoch die Verankerung einer politischen Klausel auch auf Reichsebene neben der Entpolitisierung des im Zentrum organisierten katholischen Klerus ein zentrales Motiv für den Abschluss des Reichskonkordats. Obwohl die nationalsozialistischen Machthaber langfristig eine zentralistische Reichsstruktur anstrebten und die Weimarer Reichsverfassung das Reichsrecht über das der Länder stellte, verständigte sich die Berliner Regierung in Artikel 2 des Reichskonkordats mit dem Vatikan auf eine uneingeschränkte weitere Geltung der in den Länderkonkordaten enthaltenen Regelungen. Nur wenn die Artikel des Reichskonkordats über die Bestimmungen der Länderkonkordate hinausgehen, sind sie als Ergänzungen auch für Bayern, Preußen und Baden verpflichtend. Für die Bistümer der betroffenen Länder blieb damit – besonders hinsichtlich des Vetocharakters der einzelnen politischen Klauseln – weiterhin das im jeweiligen Länderkonkordat formulierte Erinnerungsrecht maßgeblich, auch wenn sich die Entscheidungskompetenz über die Äußerung politischer Bedenken von der Landes- zur Reichsregierung verschoben hatte.
Den in der Reichsverfassung verankerten Grundsatz des freien Besetzungsrechts für alle Kirchenämter ohne staatliche Mitwirkung bestätigte das Reichskonkordat in Artikel 14 ebenso wie die politischen Klauseln der Länderkonkordate. Gleichzeitig verständigten sich die Vertragspartner darauf, den im Badischen Konkordat für das Erzbistum Freiburg fixierten Wahlmodus auf die von den Länderkonkordaten noch nicht erfassten Bistümer Mainz, Meißen und Rottenburg zu übertragen. Für die Berufung in ein geistliches Amt sind nach dem Reichskonkordat nunmehr einheitlich für alle Diözesen drei Voraussetzungen erforderlich: der Kandidat muss deutscher Staatsangehöriger sein, ein zum Studium an einer deutschen Hochschule berechtigendes Abiturzeugnis erworben und ein mindestens dreijähriges philosophisch-theologisches Studium absolviert haben. Das Studium kann wahlweise an einer staatlichen deutschen Hochschule, an einer kirchlichen akademischen Lehranstalt in Deutschland oder an einer päpstlichen Hochschule in Rom absolviert worden sein. Im gegenseitigen Einvernehmen kann jedoch von dieser grundsätzlichen Anforderung abgesehen werden.
Bei der Formulierung des staatlichen Erinnerungsrechts folgten die Vertragsparteien inhaltlich weitgehend den politischen Klauseln des badischen und preußischen Konkordats, ohne eine der beiden exakt zu übernehmen: „Die Bulle für die Ernennung von Erzbischöfen, Bischöfen, eines Coadjutors cum jure successionis oder eines Praelatus nullius wird erst ausgestellt, nachdem der Name des dazu Ausersehenen dem Reichsstatthalter in dem zuständigen Lande mitgeteilt und festgestellt ist, dass gegen ihn Bedenken allgemein politischer Natur nicht bestehen.“ Zusätzlich zur Integration der neu geschaffenen Institution der Reichsstatthalter in den Prozess der Konkordatsanfrage präzisierte die politische Klausel des Reichskonkordats den Begriff der politischen Bedenken gegenüber dem Preußenkonkordat als Bedenken allgemein politischer Art, verzichtete aber zugleich auf den im badischen Konkordat enthaltenen Zusatz, die geäußerten Bedenken dürften „nicht parteipolitischer Art“ sein. 
Im Schlussprotokoll, das nach dem ausdrücklichen Willen der Vertragspartner einen integrierenden Bestandteil des Konkordats bildet, bekundeten Kirche und Reich ihr Einverständnis darüber, „dass sofern Bedenken allgemein politischer Natur bestehen, solche in kürzester Frist vorgebracht werden. Liegt nach Ablauf von 20 Tagen eine derartige Erklärung nicht vor, so wird der Heilige Stuhl berechtigt sein, anzunehmen, dass Bedenken gegen den Kandidaten nicht bestehen.“  Zusätzlich zu der Verpflichtung, über die Person des Kandidaten bis zur Publikation der Ernennung volle Vertraulichkeit wahren zu wollen, bestätigten die Vertragsparteien einander im Schlussprotokoll explizit, dass „ein staatliches Vetorecht (...) nicht begründet werden“ soll.